# Luis Gerardo Cabrera Herrera
Luis Gerardo Cabrera Herrera (Azogues, 11 ottobre 1955) è un cardinale e arcivescovo cattolico ecuadoriano, dal 24 settembre 2015 arcivescovo metropolita di Guayaquil.

## Biografia
Luis Gerardo Cabrera Herrera è nato a Azogues.

### Formazione e ministero sacerdotale
Ha completato la sua formazione primaria nella sua città natale e poi è entrato nel seminario minore dei frati francescani per la formazione secondaria. Ha concluso gli studi presso il Colegio Fiscal Juan Bautista Vázquez.
Il 1º ottobre 1975 è entrato nel noviziato di Quito dell'Ordine dei frati minori. Il 24 settembre dell'anno successivo ha emesso la prima professione. Il 4 settembre 1982 ha emesso la professione solenne a Quito.
Ha studiato filosofia e teologia presso la Pontificia Università Cattolica dell'Ecuador a Quito.
L'8 settembre 1983 è stato ordinato presbitero. In seguito è stato vice maestro dei novizi dal 1983 al 1985; membro del consiglio provinciale dal 1985 al 1988 e maestro dei novizi a Riobamba dal 1985 al 1990. Nel 1990 è stato inviato a Roma per studi. Ha conseguito la licenza e nel 1994 il dottorato in filosofia presso la Pontificia Università Antonianum. Tornato in patria è stato segretario per gli studi e la formazione dei frati francescani e responsabile della pastorale vocazionale della provincia francescana dell'Ecuador dal 1995 al 2000; direttore del Centro di studi francescani dell'Ecuador dal 1996 al 2001; segretario esecutivo del settore per l'ecumenismo della commissione per il magistero e la dottrina della Conferenza episcopale dell'Ecuador dal 1996 al 2003; direttore dell'Istituto filosofico-teologico "Cardenal Bernardino Echeverría" a Quito dal 1998 al 2000; professore di teologia e spiritualità francescana dal 1998 al 2000; ministro provinciale dell'Ecuador dal 2000 al 2003 e definitore del suo ordine a Roma e delegato del ministro generale per le province francescane dell'America Latina e dei Caraibi dal 2004 al 2009.

### Ministero episcopale
Il 20 aprile 2009 papa Benedetto XVI lo ha nominato arcivescovo metropolita di Cuenca. Ha ricevuto l'ordinazione episcopale il 4 luglio successivo dall'arcivescovo Giacomo Guido Ottonello, nunzio apostolico in Ecuador, co-consacranti l'arcivescovo metropolita di Guayaquil Antonio Arregui Yarza e quello di Quito Raúl Eduardo Vela Chiriboga. Durante la stessa celebrazione ha preso possesso dell'arcidiocesi. Il 29 giugno 2010 il papa gli ha imposto il pallio, simbolo degli arcivescovi metropoliti, durante una celebrazione svoltasi nella basilica di San Pietro in Vaticano.
Il 29 marzo 2014 papa Francesco lo ha nominato membro della Congregazione per gli istituti di vita consacrata e le società di vita apostolica.
Il 24 settembre 2015 lo stesso pontefice lo ha nominato arcivescovo metropolita di Guayaquil. Ha preso possesso della diocesi il 5 dicembre successivo con una cerimonia nella cattedrale metropolitano di San Pietro a Guayaquil. Il 29 giugno 2016 il papa gli ha consegnato il pallio, simbolo degli arcivescovi metropoliti, durante una celebrazione svoltasi nella basilica di San Pietro in Vaticano. Il 14 agosto successivo il nunzio apostolico Giacomo Guido Ottonello glielo ha imposto durante una celebrazione svoltasi nella cattedrale metropolitana.
Ha partecipato alla XIV assemblea generale ordinaria del Sinodo dei vescovi che ha avuto luogo nella Città del Vaticano dal 4 al 25 ottobre 2015 sul tema "La vocazione e la missione della famiglia nella Chiesa e nel mondo contemporaneo".
Nel settembre del 2017 ha compiuto la visita ad limina.
Ha svolto un ruolo importante nella ricerca del dialogo per la pace durante le manifestazioni antigovernative dell'ottobre del 2019.
Dall'11 novembre 2020 è presidente della Conferenza episcopale dell'Ecuador. In precedenza è stato vicepresidente della stessa dall'5 maggio 2011 all'8 maggio 2014 e dal 28 aprile 2017 all'11 novembre 2020 e presidente della commissione per i laici dal 2014.
Dal 17 marzo al 25 giugno 2022 ha ricoperto anche l'ufficio di amministratore apostolico di Daule.
Durante l'Angelus del 6 ottobre 2024 papa Francesco ne ha annunciato la creazione a cardinale nel concistoro del successivo 7 dicembre.
L'11 gennaio 2025 è stato nominato membro del Dicastero per gli istituti di vita consacrata e le società di vita apostolica.
Il 7 e 8 maggio 2025 ha partecipato come cardinale elettore al conclave che ha portato all'elezione di papa Leone XIV.

## Genealogia episcopale e successione apostolica
La genealogia episcopale è:
- Cardinale Scipione Rebiba
- Cardinale Giulio Antonio Santori
- Cardinale Girolamo Bernerio, O.P.
- Arcivescovo Galeazzo Sanvitale
- Cardinale Ludovico Ludovisi
- Cardinale Luigi Caetani
- Cardinale Ulderico Carpegna
- Cardinale Paluzzo Paluzzi Altieri degli Albertoni
- Papa Benedetto XIII
- Papa Benedetto XIV
- Papa Clemente XIII
- Cardinale Enrico Benedetto Stuart
- Papa Leone XII
- Cardinale Chiarissimo Falconieri Mellini
- Cardinale Camillo Di Pietro
- Cardinale Mieczysław Halka Ledóchowski
- Cardinale Jan Maurycy Paweł Puzyna de Kosielsko
- Arcivescovo Józef Bilczewski
- Arcivescovo Bolesław Twardowski
- Arcivescovo Eugeniusz Baziak
- Papa Giovanni Paolo II
- Arcivescovo Giacomo Guido Ottonello
- Cardinale Luis Gerardo Cabrera Herrera, O.F.M.

La successione apostolica è:
- Vescovo Antonio Crameri, S.S.C. (2020)
- Vescovo Gerardo Miguel Nieves Loja (2021)
- Vescovo Gustavo Adolfo Rosales Escobar (2022)